# Bahnhof Rankweil
Der Bahnhof Rankweil ist ein an der Bahnstrecke Lindau–Bludenz gelegener Durchgangsbahnhof in Rankweil.

## Geschichte
Der Bahnhof wurde 1872 mit der Inbetriebnahme der Vorarlberger Bahn eröffnet. Zwischen Mai 2015 und September 2018 wurde der Bahnhof vollständig erneuert. Bahnhofsgebäude, Unterführung, Bahnsteige, Gleisanlagen, Bushaltestellen sowie Abstellplätze für PKW und Fahrräder wurden neu errichtet.

## Ausstattung
Der Bahnhof verfügt über ein Bahnhofsgebäude mit Geschäftsflächen, Wartemöglichkeiten und WC-Anlagen. Am Bahnhof sind drei barrierefreie Bahnsteigkanten mit einer Gesamtlänge von 660 Meter vorhanden, einer der Bahnsteige ist als sogenannter Hausbahnsteig ausgeführt und direkt vom Vorplatz aus zugänglich. Es wurden insgesamt 25 neue Park & Ride-Plätze, Parkmöglichkeiten für Personen mit eingeschränkter Mobilität, 20 Mopedabstellplätze, 480 überdachte Bike & Ride-Stellflächen sowie 52 verschließbare Fahrradboxen errichtet. Die Verbindung zum Busterminal wurde mit einer durchgängigen Überdachung ausgeführt.
Direkt angrenzend zum Bahnhof wurden Ladestationen für E-Busse errichtet.

## Verkehr
Der Bahnhof ist ein zentraler Knotenpunkt im Vorarlberger Regionalverkehr sowie für den Busverkehr des oberen Rheintals. Er wird durch Züge der S-Bahn Vorarlberg und durch Regional-Express-Züge der ÖBB sowie durch den Landbus Oberes Rheintal bedient. 
Im Fernverkehr halten nur noch der Nightjet Wien – Bregenz, der ICE 118 und die Züge der Westbahn.
| Zuggattung/Linie | Verlauf | Takt                                                    |
| ---------------- | --- | ------------------------------------------------------- |
| ICE 32           | (Dortmund → Hagen → Wuppertal → Solingen) / (Münster ← Recklinghausen ← Wanne-Eickel ← Gelsenkirchen ← Duisburg ← Düsseldorf) – Köln Messe/Deutz – Siegburg/Bonn – Montabaur – Wiesbaden – Mainz – Mannheim – Heidelberg – Stuttgart – Ulm – Biberach – Ravensburg – Friedrichshafen – Lindau-Reutin – Bregenz – (Riedenburg ←) Dornbirn – (Hohenems ← Rankweil ←) Feldkirch – Bludenz – Langen – St. Anton – Landeck-Zams – Ötztal – Innsbruck | Ein Zugpaar (ICE 118/119) täglich                       |
| ÖBB Nightjet     | Wien – Wien Meidling – St. Pölten – Amstetten – (St. Valentin –) Linz – Wels – Attnang-Puchheim – Vöcklabruck – Salzburg – Innsbruck – Ötztal – Imst-Pitztal – Landeck-Zams – St. Anton am Arlberg – Langen am Arlberg – Bludenz – Feldkirch – Rankweil – Götzis – Hohenems – Dornbirn – Bregenz | Ein Zugpaar täglich                                     |
| Westbahn         | Wien Westbahnhof – Wien Hütteldorf – St. Pölten – Amstetten – Linz – Wels – Attnang-Puchheim – Vöcklabruck – Salzburg – Kufstein – Wörgl – Jenbach – Innsbruck Hauptbahnhof – Innsbruck Westbahnhof – Imst-Pitztal – Landeck-Zams – St. Anton am Arlberg – Bludenz – Frastanz – Feldkirch – Rankweil – Götzis – Altach – Hohenems – Dornbirn – Riedenburg – Bregenz (– Lindau-Reutin – Lindau-Insel)                                            | Zwei Zugpaare täglich                                   |
| REX 1            | Lindau-Insel – Lindau-Reutin – Lochau-Hörbranz – Bregenz Hafen – Bregenz – Riedenburg – Dornbirn – Hohenems – Götzis – Rankweil – Feldkirch – Frastanz – Nenzing – Bludenz | 30 Minuten (außer bei Überschneidung mit einem Railjet) |
| S 1 R 1          | (Lindau-Insel – Lindau-Reutin – Lochau-Hörbranz –) Bregenz Hafen – Bregenz – Riedenburg – Lauterach – Wolfurt – Schwarzach – Haselstauden – Dornbirn – Dornbirn-Schoren – Hatlerdorf – Hohenems – Altach – Götzis – Klaus in Vorarlberg – Sulz-Röthis – Rankweil – Feldkirch Amberg – Feldkirch – Frastanz – Schlins-Beschling – Nenzing – Ludesch – Nüziders – Bludenz                                                                         | 30 Minuten (an Wochenendnächten 60 Minuten)             |
| R 5              | St. Margrethen – Lustenau – Lauterach – Wolfurt – Schwarzach – Haselstauden – Dornbirn (– Dornbirn-Schoren – Hohenems – Götzis – Klaus in Vorarlberg – Rankweil – Feldkirch) | einzelne Zugpaare                                       |

Stand: Dezember 2024

## Sonstiges
Der Bahnhof Rankweil konnte beim VCÖ–Bahnhofstest 2022 den ersten Platz erringen.